# Elymnias hypermnestra
Espèce
Elymnias hypermnestra est un lépidoptère appartenant à la famille des Nymphalidae, à la sous-famille des  Satyrinae et au genre Elymnias.

## Dénomination
Elymnias hypermnestra a été nommé par Linnaeus en 1763.
Synonymes : Papilio hypermnestra Linnaeus, 1763; Papilio protogenia Cramer, [1777]; Papilio lais Cramer, [1777].

## Noms vernaculaires
Il se nomme Common Palmfly en anglais.

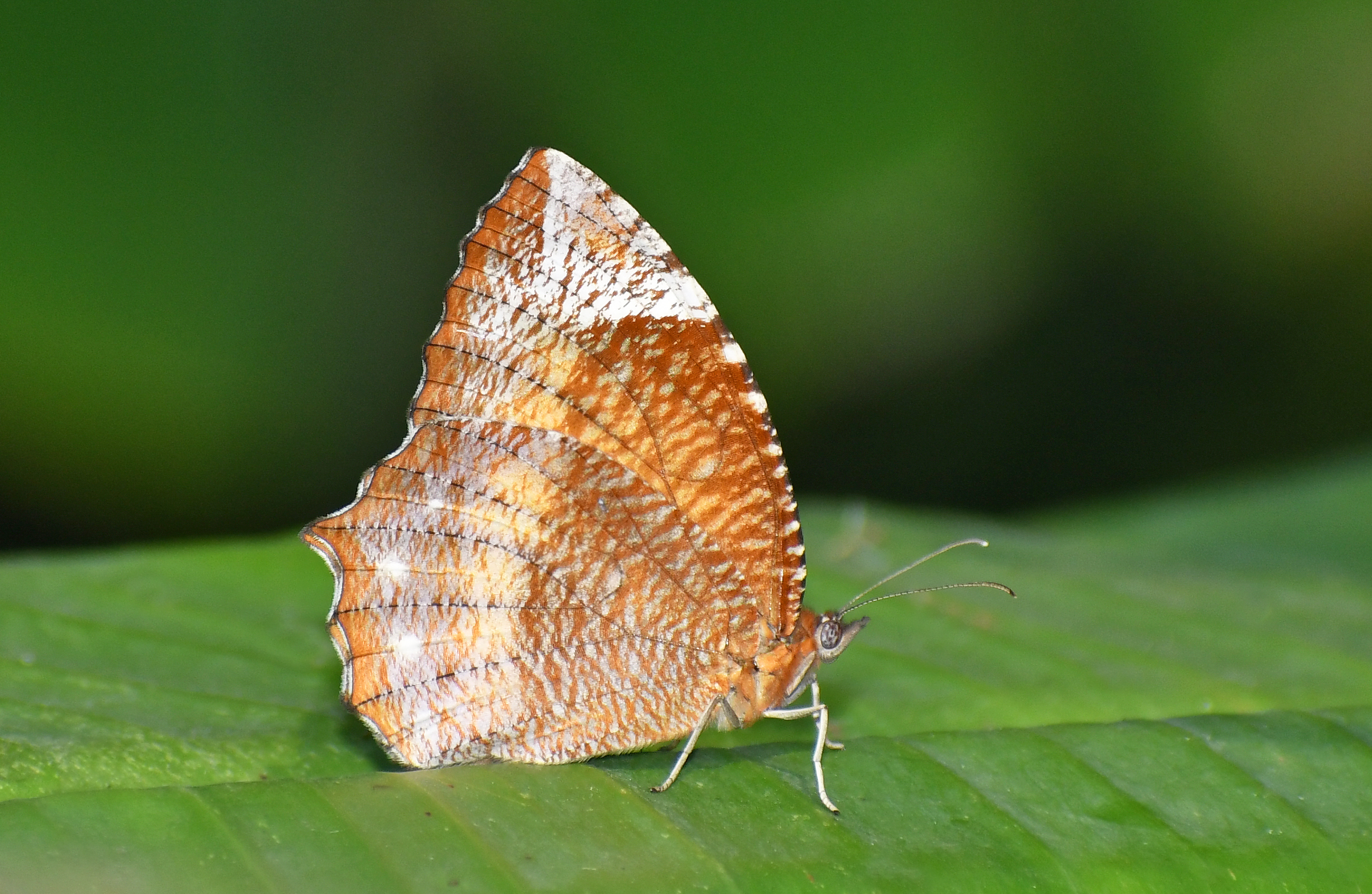
revers de Elymnias hypermnestra undularis femelle, dans le district de Hooghly

## Sous-espèces[2]
- Elymnias hypermnestra hypermnestra — à Sri Lanka, Java (Indonésie)
- Elymnias hypermnestra alorensis Talbot, 1932 — aux îles Adonara et Alor (Indonésie)
- Elymnias hypermnestra baliensis Fruhstorfer, 1896 — à Bali (Indonésie)
- Elymnias hypermnestra beatrice Fruhstorfer, 1902 — en Malaisie
- Elymnias hypermnestra cottonis Hewitson, 1874 — aux îles Andaman (Inde)
- Elymnias hypermnestra decolarata Fruhstorfer, 1907 — à Sumatra (Indonésie)
- Elymnias hypermnestra discrepans Distant, 1882 — en Malaisie
- Elymnias hypermnestra fraterna Butler, 1871 — à Sri Lanka
- Elymnias hypermnestra hainana Moore, 1878 — dans le sud de la Chine, à Taïwan et au Viet-Nam
- Elymnias hypermnestra jennifferae Suzuki, 2006 — aux îles Andaman (Inde)
- Elymnias hypermnestra kangeana Aoki & Uémura, 1982 — aux îles Kangean (Indonésie)
- Elymnias hypermnestra meridionalis Fruhstorfer, 1902 — dans le sud du Viet-Nam, du Laos et de la Thaïlande
- Elymnias hypermnestra nigrescens Butler, 1871 — à Brunei, Sarawak, Riau
- Elymnias hypermnestra nimota Corbet, 1937 — en Malaisie
- Elymnias hypermnestra orientalis Röber, 1891 — à Florès (Indonésie)
- Elymnias hypermnestra robinsona Monastyrskii & Devyatkin, 2003 — au Viet-Nam
- Elymnias hypermnestra septentrionalis Zhou et Huang, 1994 — en Chine
- Elymnias hypermnestra sumbana Fruhstorfer, 1902 — à Sumbawa (Indonésie)
- Elymnias hypermnestra sumbawana Fruhstorfer, 1907 — à Sumba (Indonésie)
- Elymnias hypermnestra timorensis Fruhstorfer, 1907 — au Timor oriental
- Elymnias hypermnestra tinctoria Moore, 1879 — en Birmanie, en Thaïlande et en Malaisie
- Elymnias hypermnestra tonkiniana Fruhstorfer, 1902 — au Viet-Nam, au Laos et au Cambodge
- Elymnias hypermnestra uemurai Lamas, 2010 — à Lombok (Indonésie)
- Elymnias hypermnestra undularis Drury, 1773 — en Inde et en Birmanie
- Elymnias hypermnestra violetta Fruhstorfer, 1902 — en Thaïlande

## Description
Elymnias hypermnestra présente, avec des ailes antérieures pointues, un dessus de couleur orange bordé de marron, avec une ornementation de taches blanches ou bleutées ou très bleu formant une ligne à l'intérieur de cette bordure marron.
Le revers est marron orangé imitant une feuille.
Il existe des différences assez marquées entre les sous-espèces.

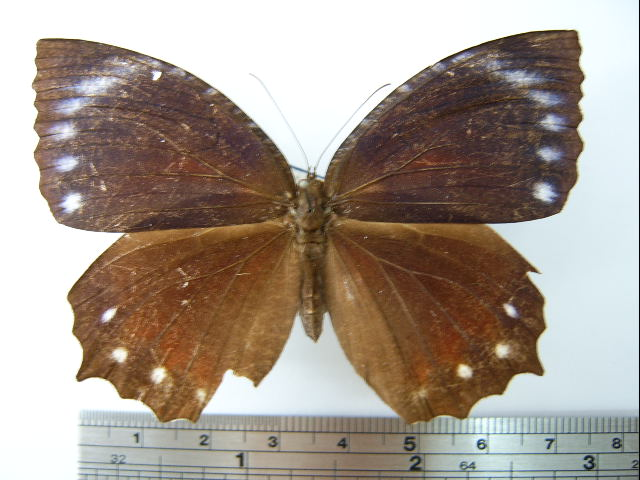
Elymnias hypermnestra hainana femelle
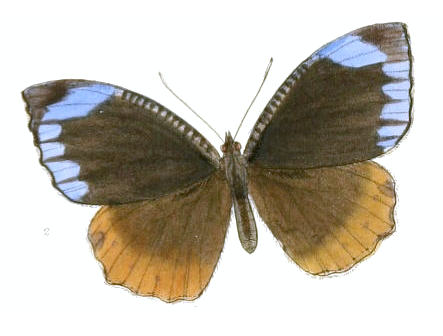
Elymnias hypermnestra tinctoria
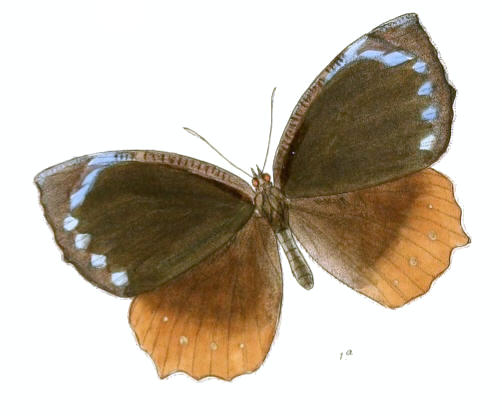
Elymnias hypermnestra undularis
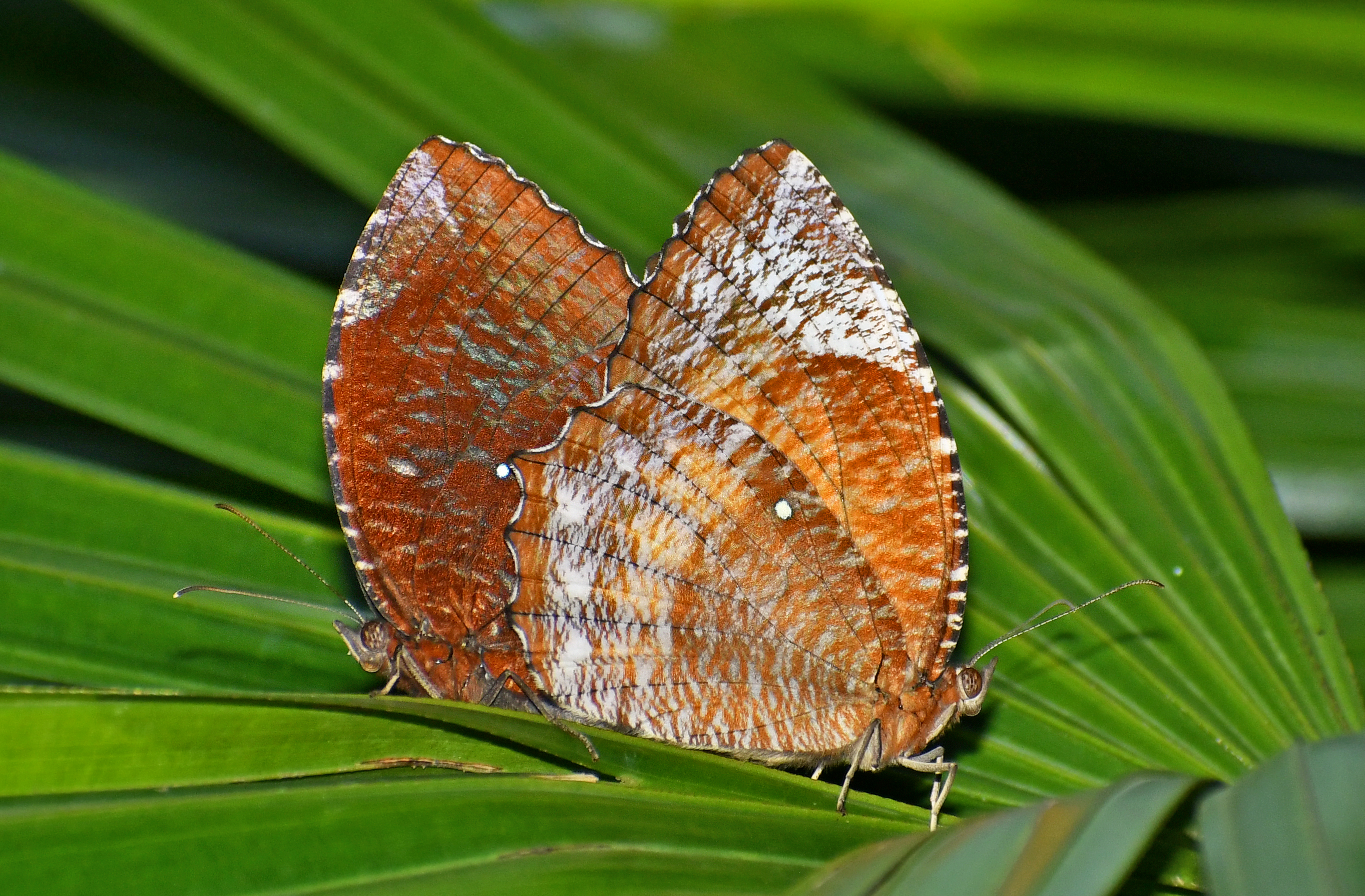
Accouplement d'Elymnias hypermnestra undularis

### Chenille
L'œuf est vert très pâle, la chenille vert clair tout comme la chrysalide.

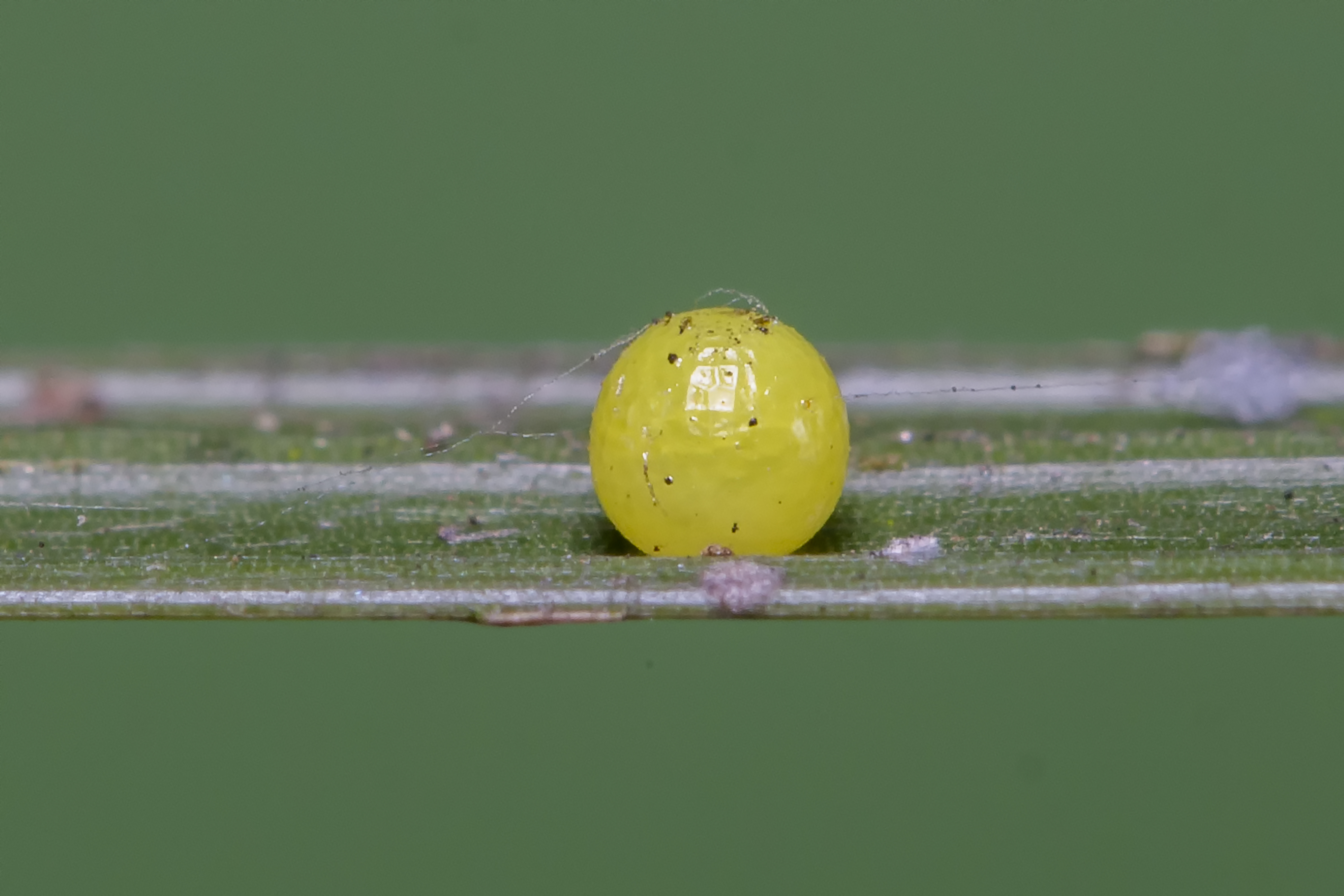
Œuf d'Elymnias hypermnestra undularis
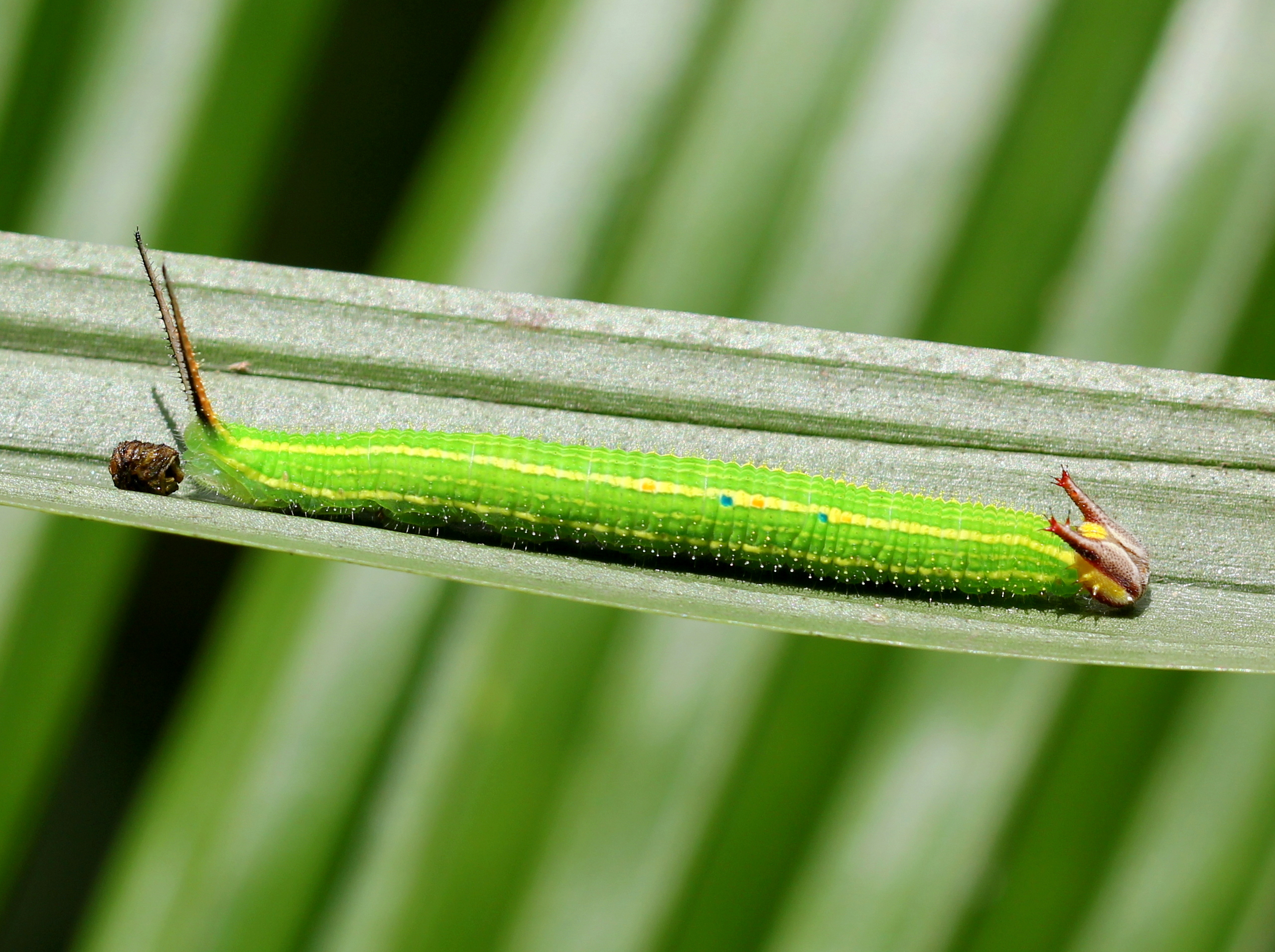
Chenille d'Elymnias hypermnestra undularis
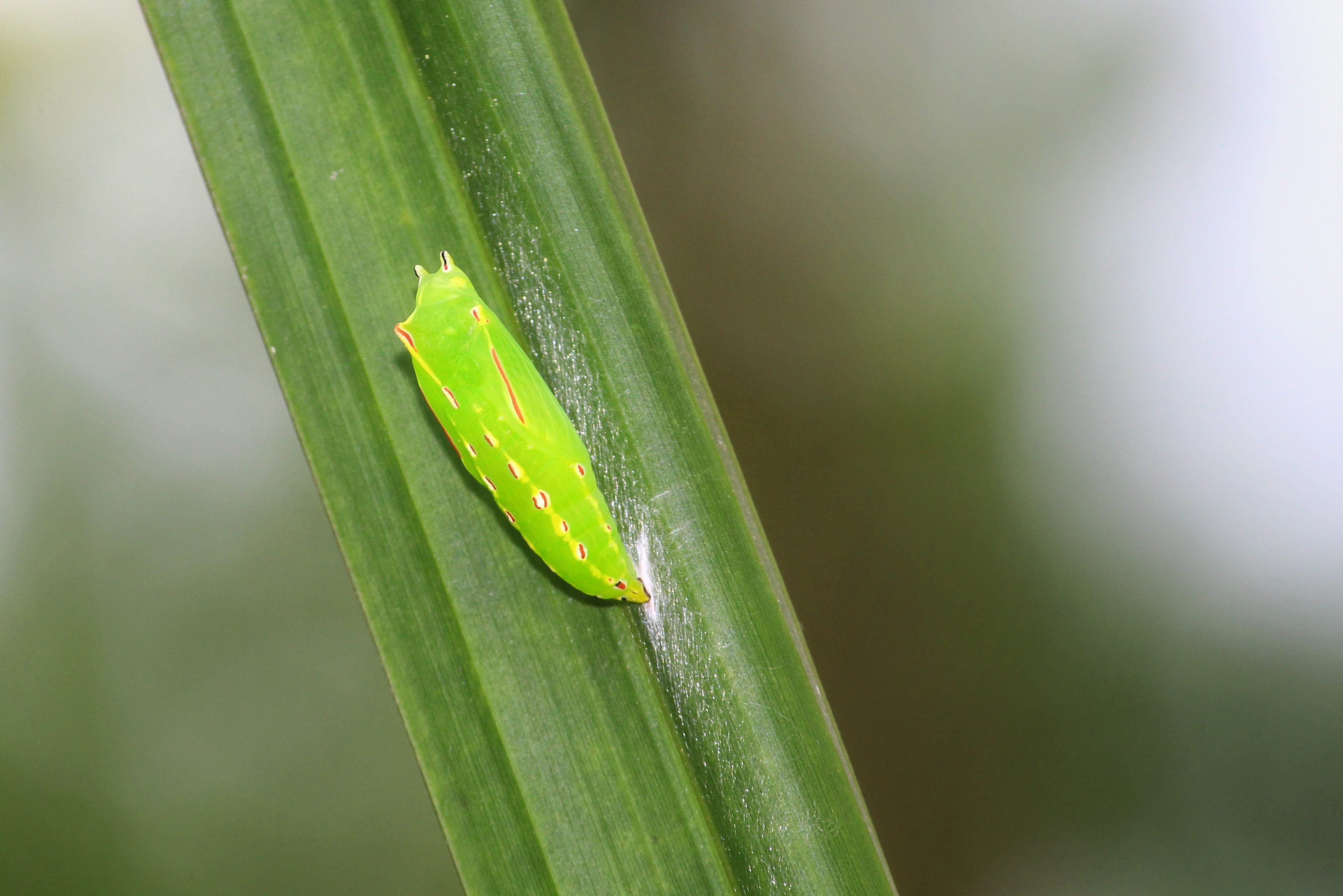
Chrysalide d'Elymnias hypermnestra undularis

## Biologie

### Plantes hôtes
Les plantes hôtes de sa chenille sont Cocos nucifera, Calamus pseudo-tenuis, Calamus rotang, Calamus thwaitesii, Phoenix lourerii et Licuala chinensis.

## Écologie et distribution
Il réside dans tout le sud-est de l'Asie : Birmanie, sud de l'Inde, du Viet-Nam, du Laos, du Cambodge et de la Thaïlande, Malaisie, sud-est de la Chine, Ceylan et Bali.

### Biotope
Il réside en forêt et dans les plantations de palmiers ( Elaeis guineensis ).

### Protection
Il n'a pas de statut de protection particulier.

## Philatélie
Ce papillon figure sur plusieurs émissions philatéliques :
- Laos de 1982 (valeur faciale : 6 k.).
- Laos de 1993 (valeur faciale : 500 k.).